# Cantonul La Garenne-Colombes
Cantonul La Garenne-Colombes este un canton din arondismentul Nanterre, departamentul Hauts-de-Seine, regiunea Île-de-France, Franța.

## Comune
| Comune              | Populație (1999) | Cod poștal | Cod INSEE |
| ------------------- | ---------------- | ---------- | --------- |
| La Garenne-Colombes | 26.699           | 92.250     | 92 035    |